# Sidney Coleman
Sidney Richard Coleman (n. 7 martie 1937, Chicago, Illinois, SUA – d. 18 noiembrie 2007, Cambridge, Massachusetts, SUA) a fost un fizician teoretician american. Este cunoscut pentru cercetările sale în fizica energiilor înalte.

## Viața și munca
Născut în Chicago, într-o familie evreiască de origine rusă. La vârsta de nouă ani a rămas fără tată și familia a fost forțată să se mute într-o zonă defavorizată a orașului . În 1957, a absolvit Facultatea de Fizică a Institutului de Tehnologie din Illinois.
După ce a obținut doctoratul în Caltech în 1962, sa mutat la Universitatea Harvard timp de un an, unde și-a petrecut cea mai mare parte a carierei sale și sa întâlnit cu soția lui viitoare, Diana. S-au căsătorit în 1982.
Prelegerile lui Coleman de la Harvard au fost considerate legendare. În ciuda recunoașterii, nu i-a plăcut să-i învețe pe elevi sau să fie liderul lor.